# 左翼集团 (俄罗斯)
左翼集团（俄语：Левый блок）是俄罗斯的一个已不存在的左翼社会运动组织。該组织成立于2015年11月底。該組織的出現是因为其成员持有不同於其他左翼组织的觀點。是该组织的主要意识形态是社会主义、卢森堡主义、生态社会主义和女性主義。该组织与俄罗斯社会主义运动关系密切。2023年11月12日，该组织宣布，由于俄罗斯当局的镇压加剧，将停止运营网站和社交网络。

## 憲章和主要目標
作為左翼集团的指導綱領的《左翼集团憲章》則表明了其主要的建立目的是為了宣傳無階級社會取得的成就，並表示個人的自由發展是集體自由發展的關鍵， 一般公共自治將取代政府機構的統轄，勞動將會變為自由自願的。左翼集团目前聯合了幾個其他的左翼組織，不過左翼集团并沒有强行要求其他黨派的加入者必須離開自己的原屬黨派組織。

## 標志
左翼集团的旗幟由黑色的背景以及位於中央的紅色五角星組成，或者是紅色的背景以及位於中央的黑色五角星。